# Tricia Sullivan
Tricia Sullivan (Nueva Jersey, EE. UU.; 7 de julio de 1968) es una escritora de ciencia ficción. También escribe fantasía bajo el seudónimo de Valery Leith.
Se mudó al Reino Unido en 1995. En 1999 ganó el Arthur C. Clarke Award por su novela Dreaming in Smoke. Su novela Maul también fue seleccionada para el mismo premio en 2004.
Sullivan ha estudiado música y artes marciales. Su socio es el artista marcial Steve  Morris, con quien  tiene tres hijos. Viven en Shropshire.

### Ciencia ficción
- The Question Eaters (1995) (Cuento) Online:[2]
- Lethe (1995)
- Someone to Watch over Me (1997)
- Dreaming in Smoke (1999)
- Maul (2003)
- Double Vision (2005)
- Sound Mind (2007)
- Lightborn (2010)
- Shadowboxer (2014)

### Fantasía ficción

#### Everien series (como Valery Leith)
- The Company of Glass (1999)
- The Riddled Night (2000)
- The Way of the Rose (2001)